# Еракион (Лакония)
Ера́кион (греч. Γεράκιον) — деревня в Греции. Административно относится к общине Эвротас в периферийной единице Лакония в периферии Пелопоннес. Расположена на высоте 333 м над уровнем моря, к юго-востоку от Спарты. Население 1244 человек по переписи 2011 года.

## История
До 1940 года деревня называлась Ераки (Гераки, Γεράκι).

## Крепость в Еракионе
Крепость построена на невысоком холме на юго-западных склонах хребта Парнон недалеко от деревни Еракион. Она основана франкским бароном Ги де Нивелетом (Guy de Nivelet) в 1209 году, оставалась под властью франков до 1259 года. После поражения франков в битве при Пелагонии (1259) передана византийцам в 1262 году и являлась опорой деспотата Мистры (1262—1460).
Внутри замка сохранилась церковь Святого Георгия и остатки городских построек, а вокруг него — остатки построек и церквей.
Венецианцы стали владельцами крепости в конце XVII века и до 1715 года. В 1715 году захвачена турками. Заброшена в конце XVIII века.

## Достопримечательности
Восточнее современной деревни находится средневековая крепость. Наиболее важные памятники и архитектурные ансамбли крепости: 
- церковь Святого Георгия[7]. Трехнефная базилика с нартексом внутри крепости. Внутри церкви сохранились фрески XIV века.
- церковь Живоносного Источника[7]. Однонефная церковь с фресками XV века.
- церковь Святой Параскевы. Крестовая церковь с фресками XV века.

«Внешние церкви»: церковь Илии Пророка (однонефная церковь, с фресками XV века), церковь Богоявления (крестообразная крыша, с фресками XIII века), церковь Архангелов (крестообразная крыша, с фресками XV века). 
В современном поселении Еракион и в его окрестностях есть важные памятники: 
- церковь Евангелистрия[6][7], в плане — крест, вписанный в прямоугольник, с фресками XII-XIII веков.
- церковь Святого Созонта, четырёхколонная крестообразная церковь с надписью на куполе (вероятно, XII века), с фресками XIII века.
- церковь Святого Афанасия, четырёхколонная крестообразная церковь с надписью на куполе (вероятно, XII века), с фресками XIII века.
- церковь Святого Николая[7], двухнефная церковь с фресками конца XIII века.
- церковь Святого Иоанна Златоуста[7], однонефная церковь с двухслойными фресками, конец XIII — начало XIV века и середина XV века.

Проводятся реставрационные работы над памятниками Еракиона. 
На границе деревни Еракион, на юго-западе от церкви Святого Афанасия, большая раннехристианская базилика, была раскопана Андреасом Ксингопулосом. Арка другой раннехристианской базилики находилась под аркой церкви Святого Созонта.

## Сообщество
Сообщество Еракион (Κοινότητα Γερακίου) создано в 1912 году (ΦΕΚ 261Α). В сообщество входит деревня Велота. Население 1252 человека по переписи 2011 года. Площадь 104,103 квадратных километров.
| Населённый пункт | Население (2011), человек |
| ---------------- | ------------------------- |
| Велота           | 8                         |
| Еракион          | 1244                      |

## Население
| Год  | Население, человек |
| ---- | ------------------ |
| 1991 | 1276               |
| 2001 | 1336               |
| 2011 | ↘ 1244             |

## Известные уроженцы, жители
Димитриос (Джеймс) Андромедас — участник летних Олимпийских игр 1920 года.